# Mesobatrachia
Die Einteilung der Lebewesen in Systematiken ist kontinuierlicher Gegenstand der Forschung. So existieren neben- und nacheinander verschiedene systematische Klassifikationen. 
Das hier behandelte Taxon ist durch neue Forschungen obsolet geworden oder ist aus anderen Gründen nicht Teil der in der deutschsprachigen Wikipedia dargestellten Systematik.

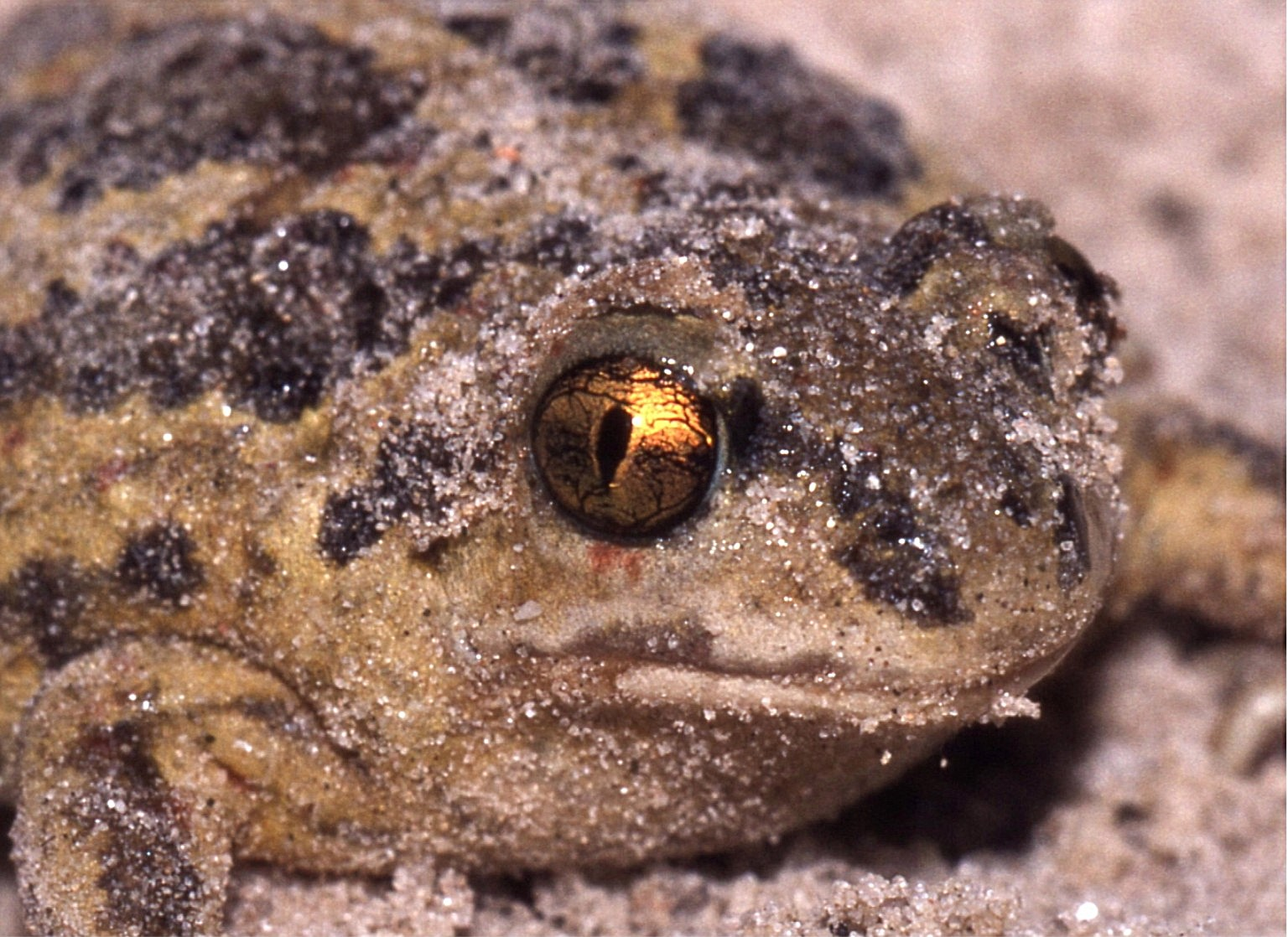
Knoblauchkröte (Pelobates fuscus)

Mesobatrachia – zu Deutsch etwa „Mittlere Froschlurche“ oder „Mäßig entwickelte Froschlurche“ – ist eine phylogenetisch ältere Unterordnung der Froschlurche, die wiederum zur Klasse der Lurche (Amphibien) gehört. Die formale Abtrennung von der Unterordnung Archaeobatrachia ist allerdings ein recht neuer Vorschlag von 1993, der in vielen Übersichten noch nicht nachvollzogen wurde. Mit 187 Arten aus sechs Familien werden nur rund drei Prozent aller Froschlurcharten zu den Mesobatrachia gerechnet.

## Merkmale
Die Unterscheidung der Froschlurche in „niedere“ (Archaeobatrachia), „mittlere“ sowie in „höhere“ Frösche (Neobatrachia) – die durchaus nicht unumstritten ist und mit zunehmendem Kenntnisstand eher unsicherer wird als klarer, weil sich manche vermeintlichen Differenzierungsfaktoren als gruppenübergreifend erwiesen – geschieht in erster Linie nach Merkmalen der Anatomie, vor allem des Knochenbaus, sowie einigen äußerlich sichtbaren Ausprägungen und Verhaltensweisen. Im Einzelnen können bei vier Überfamilien der Mesobatrachia folgende Charakteristika genannt werden:

### Überfamilien Pelobatoidea (Krötenfrösche) und Pelodytoidea
Die Kieferknochen sind bezähnt; der Schultergürtel ist beweglich; es gibt acht procoel geformte, präsacrale Wirbel mit einander überlappenden Neuralbögen; die Lendenwirbel weisen schmetterlingsähnliche Querfortsätze auf und sind fest mit dem Urostyl (Steißbein) verwachsen; die Praesacralia (Wirbel) I und II sind nicht miteinander verwachsen. Rippen sind nicht vorhanden; das Schädeldach ist stärker verknöchert als bei den meisten anderen Froschlurchen. Die Pupillen sind bei Tageslicht senkrecht geschlitzt ausgerichtet. Der Amplexus durch das Männchen erfolgt inguinal, also in der Lendengegend; Brunstschwielen sind bei ihnen nicht vorhanden. Die Larven weisen ein linksseitiges Atemloch auf und teilweise vergrößerte Hornschnäbel.

### Überfamilie Pipoidea – Zungenlose
Die stark ans Wasserleben angepassten Zungenlosen wurden früher als Unterordnung Aglossa bezeichnet. Sie weisen fünf bis acht ophistocoel geformte, also nach hinten ausgehöhlte Rückenwirbel auf. Die Kaulquappen haben zunächst noch freie Rippen, die aber nach der Metamorphose mit den Querfortsätzen der Wirbel verwachsen. Einige Arten verfügen über ein Seitenlinienorgan ähnlich den Fischen. In der Mundhöhle ist keine Zunge vorhanden. Der Amplexus erfolgt inguinal. Die Larven haben paarige Atemlöcher.

### Überfamilie Rhinophrynoidea – Nasenkröten
Diese nur aus einer Art, der Nasenkröte (Rhinophrynus dorsalis), bestehende Gruppe wurde früher zusammen mit den Scheibenzünglern (Discoglossidae; vergleiche auch: Archaeobatrachia) zu der Unterordnung Ophistocoela zusammengefasst. Nasenkröten haben vor dem Kreuzbein acht Wirbel, die ophistocoel geformt sind (hinten ausgehöhlt) sowie einen beweglichen Brustgürtel.

## Taxonomie der Unterordnung Mesobatrachia bis zur Gattungsebene
(innerfamiliär alphabetisch)
- Überfamilie Pelobatoidea – Krötenfrösche
  - Familie Megophryidae Bonaparte, 1850 – Asiatische Krötenfrösche
    - Gattung Borneophrys Delorme, Dubois, Grosjean & Ohler, 2006
    - Gattung Brachytarsophrys Tian & Hu, 1983
    - Gattung Leptobrachella Smith, 192
    - Gattung Leptobrachium Tschudi, 1838
    - Gattung Leptolalax Dubois, 1980
    - Gattung Megophrys Kuhl & Hasselt, 1822 – Zipfelkrötenfrösche
    - Gattung Ophryophryne Boulenger, 1903
    - Gattung Oreolalax Myers & Leviton, 1962
    - Gattung Scutiger Theobald, 1868
    - Gattung Vibrissaphora Liu, 1945
    - Gattung Xenophrys Günther, 1864

  - Familie Pelobatidae Bonaparte, 1850 – Europäische Schaufelfußkröten
    - Gattung Pelobates Wagler, 1830 – Europäische Schaufelfußkröten

- Überfamilie Pelodytoidea
  - Familie Pelodytidae Bonaparte, 1850 – Schlammtaucher
    - Gattung Pelodytes Bonaparte, 1838 – Schlammtaucher

  - Familie Scaphiopodidae Cope, 1865 – Amerikanische Schaufelfußkröten
    - Gattung Scaphiopus Holbrook, 1836
    - Gattung Spea Cope, 1866

- Überfamilie Pipoidea – Zungenlose
  - Familie Pipidae Gray, 1825 – Zungenlose
    - Gattung Hymenochirus Boulenger, 1896 – Zwergkrallenfrösche
    - Gattung Pipa Laurenti, 1768 – Wabenkröten
    - Gattung Pseudhymenochirus Chabanaud, 1920
    - Gattung Silurana Gray, 1864
    - Gattung Xenopus Wagler, 1827 – Krallenfrösche

- Überfamilie Rhinophrynoidea – Nasenkröten
  - Familie Rhinophrynidae Günther, 1859 – Nasenkröten
    - Gattung Rhinophrynus Duméril & Bibron, 1841